# رونالد جلان هودسون
رونالد جلان هودسون هو سياسي كندي، ولد في 5 مايو 1926 في كندا، وتوفي في 12 ديسمبر 1996. حزبياً، نشط في حزب أونتاريو المحافظ التقدمي. وقد انتخب عضو برلمان مقاطعة أونتاريو.